# Saint-Martial-de-Vitaterne
Saint-Martial-de-Vitaterne és un municipi francès situat al departament del Charente Marítim i a la regió de la Nova Aquitània. L'any 2007 tenia 459 habitants.

## Demografia

### Població
El 2007 la població de fet de Saint-Martial-de-Vitaterne era de 459 persones. Hi havia 181 famílies de les quals 42 eren unipersonals (15 homes vivint sols i 27 dones vivint soles), 73 parelles sense fills, 54 parelles amb fills i 12 famílies monoparentals amb fills.
La població ha evolucionat segons el següent gràfic:
Habitants censats

### Habitatges
El 2007 hi havia 198 habitatges, 177 eren l'habitatge principal de la família, 12 eren segones residències i 9 estaven desocupats. 188 eren cases i 8 eren apartaments. Dels 177 habitatges principals, 123 estaven ocupats pels seus propietaris, 43 estaven llogats i ocupats pels llogaters i 12 estaven cedits a títol gratuït; 4 tenien dues cambres, 23 en tenien tres, 68 en tenien quatre i 82 en tenien cinc o més. 147 habitatges disposaven pel capbaix d'una plaça de pàrquing. A 85 habitatges hi havia un automòbil i a 87 n'hi havia dos o més.

### Piràmide de població
La piràmide de població per edats i sexe el 2009 era:
| Homes | Edats   | Dones |
| ----- | ------- | ----- |
| 0     | 95 o +  | 0     |
| 0     | 90 a 94 | 0     |
| 0     | 85 a 89 | 0     |
| 4     | 80 a 84 | 0     |
| 12    | 75 a 79 | 8     |
| 0     | 70 a 74 | 12    |
| 8     | 65 a 69 | 8     |
| 20    | 60 a 64 | 0     |
| 16    | 55 a 59 | 16    |
| 20    | 50 a 54 | 12    |
| 24    | 45 a 49 | 8     |
| 20    | 40 a 44 | 4     |
| 8     | 35 a 39 | 20    |
| 20    | 30 a 34 | 16    |
| 20    | 25 a 29 | 24    |
| 8     | 20 a 24 | 4     |
| 4     | 15 a 19 | 4     |
| 4     | 10 a 14 | 8     |
| 4     | 5 a 9   | 4     |
| 4     | 0 a 4   | 12    |

## Economia
El 2007 la població en edat de treballar era de 297 persones, 194 eren actives i 103 eren inactives. De les 194 persones actives 184 estaven ocupades (84 homes i 100 dones) i 10 estaven aturades (3 homes i 7 dones). De les 103 persones inactives 44 estaven jubilades, 16 estaven estudiant i 43 estaven classificades com a «altres inactius».

### Ingressos
El 2009 a Saint-Martial-de-Vitaterne hi havia 176 unitats fiscals que integraven 429 persones, la mediana anual d'ingressos fiscals per persona era de 19.561 €.

### Activitats econòmiques
Dels 10 establiments que hi havia el 2007, 1 era d'una empresa de fabricació d'altres productes industrials, 2 d'empreses de construcció, 3 d'empreses de comerç i reparació d'automòbils, 1 d'una empresa d'hostatgeria i restauració, 2 d'empreses de serveis i 1 d'una entitat de l'administració pública.
Dels 6 establiments de servei als particulars que hi havia el 2009, 2 eren tallers de reparació d'automòbils i de material agrícola, 1 taller d'inspecció tècnica de vehicles, 1 guixaire pintor, 1 lampisteria i 1 restaurant.
L'any 2000 a Saint-Martial-de-Vitaterne hi havia 6 explotacions agrícoles.

## Poblacions més properes
El següent diagrama mostra les poblacions més properes.